# Conde de Valadares
Conde de Valadares é um título nobiliárquico criado pelo rei D. Pedro II, por Carta Régia de 20 de junho de 1702, a favor de D. Miguel Luís de Meneses.
D. Miguel Luís de Menezes nasceu em 1638 e faleceu no Sacramento, Lisboa, a 1 de fevereiro de 1714. Era filho de D. Carlos de Noronha, comendador de Marvão na Ordem de Avis e Presidente da Mesa da Consciência e Ordens, e de sua segunda mulher D. Ana de Menezes, filha bastarda de D. Miguel Luís de Menezes, 1.° duque de Caminha e 6.° marquês de Vila Real.

## Titulares
1. D. Miguel Luis de Menezes, 1.º conde de Valadares
2. D. Carlos de Noronha, 2.º conde de Valadares
3. D. Miguel Luis de Menezes, 3.º conde de Valadares
4. D. Carlos de Noronha, 4.º conde de Valadares
5. D. Álvaro de Noronha Castelo Branco, 5.º conde de Valadares
6. D. José Luis de Menezes Castelo Branco e Abranches, 6.º conde de Valadares[2]
7. D. Álvaro de Noronha Abranches Castelo Branco, 1.º marquês de Torres Novas e 7.º conde de Valadares
8. D. Pedro António de Noronha, 8.º conde de Valadares
9. D. José António de Noronha Abranches Castelo Branco, 9.º conde de Valadares
10. Maria Mafalda de Noronha Wagner, 8.ª marquesa de Vagos e 10.ª condessa de Valadares